# Рудник (окръг Миява)
Рудник (на словашки: Rudník) е село в западна Словакия, в Тренчински край, в окръг Миява. Населението му е 825 души.
Разположена е на 345 m надморска височина, на 6 km източно от Миява. Площта му е 9,38 km². Кмет на селото е Моника Малцова.